# Lista das maiores cidades da América Central
As duas listas das maiores cidades da América Central fornecidas abaixo são baseadas em duas definições diferentes de cidade, a aglomeração urbana e a cidade propriamente dita . Em ambas as listas, a América Central é definida como composta por Belize, Guatemala, Honduras, El Salvador, Nicarágua, Costa Rica e Panamá . Todas as estimativas e projeções apresentadas têm como data de referência meados de 2015.

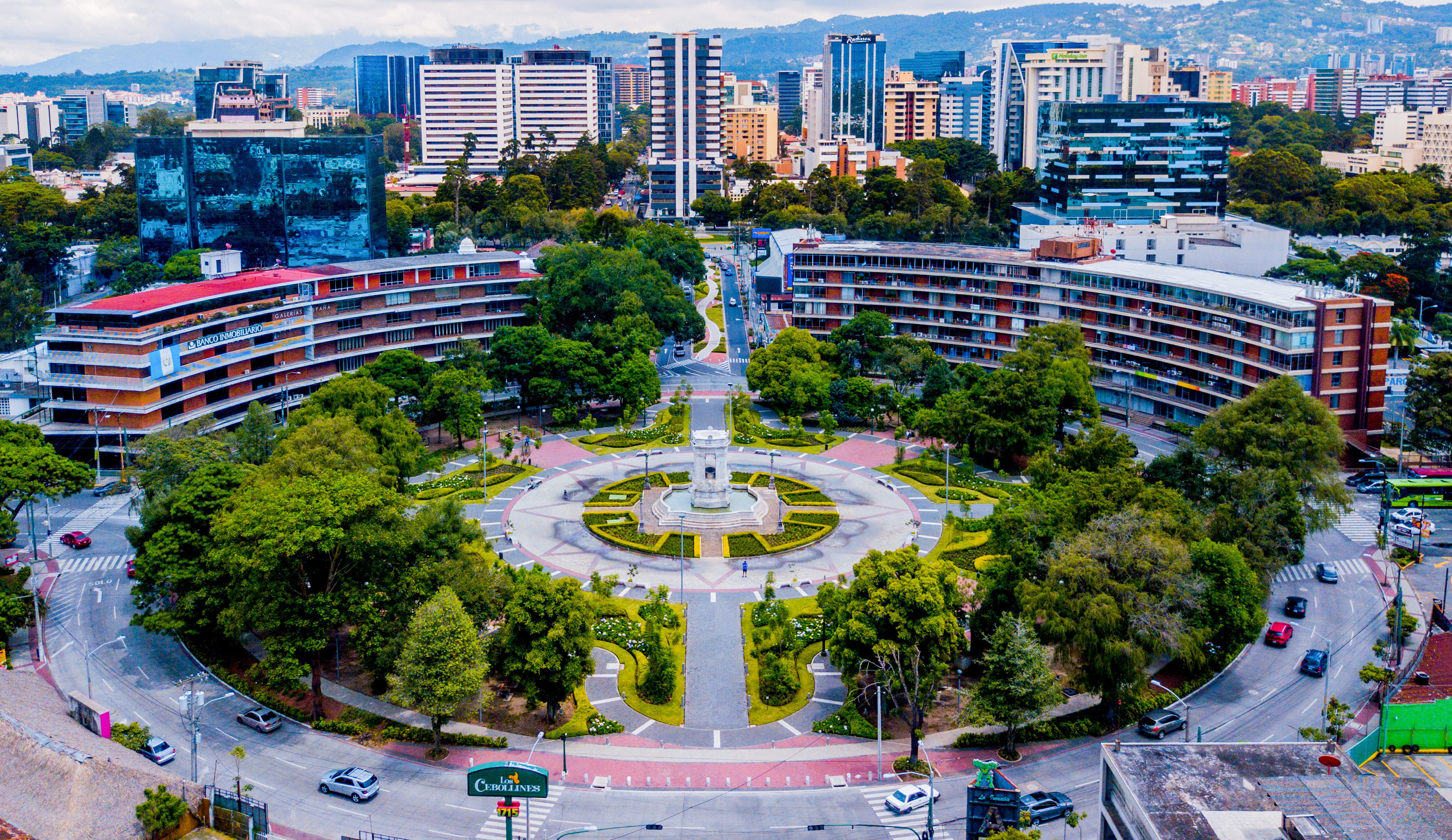
Cidade da Guatemala, a maior aglomeração urbana da América Central

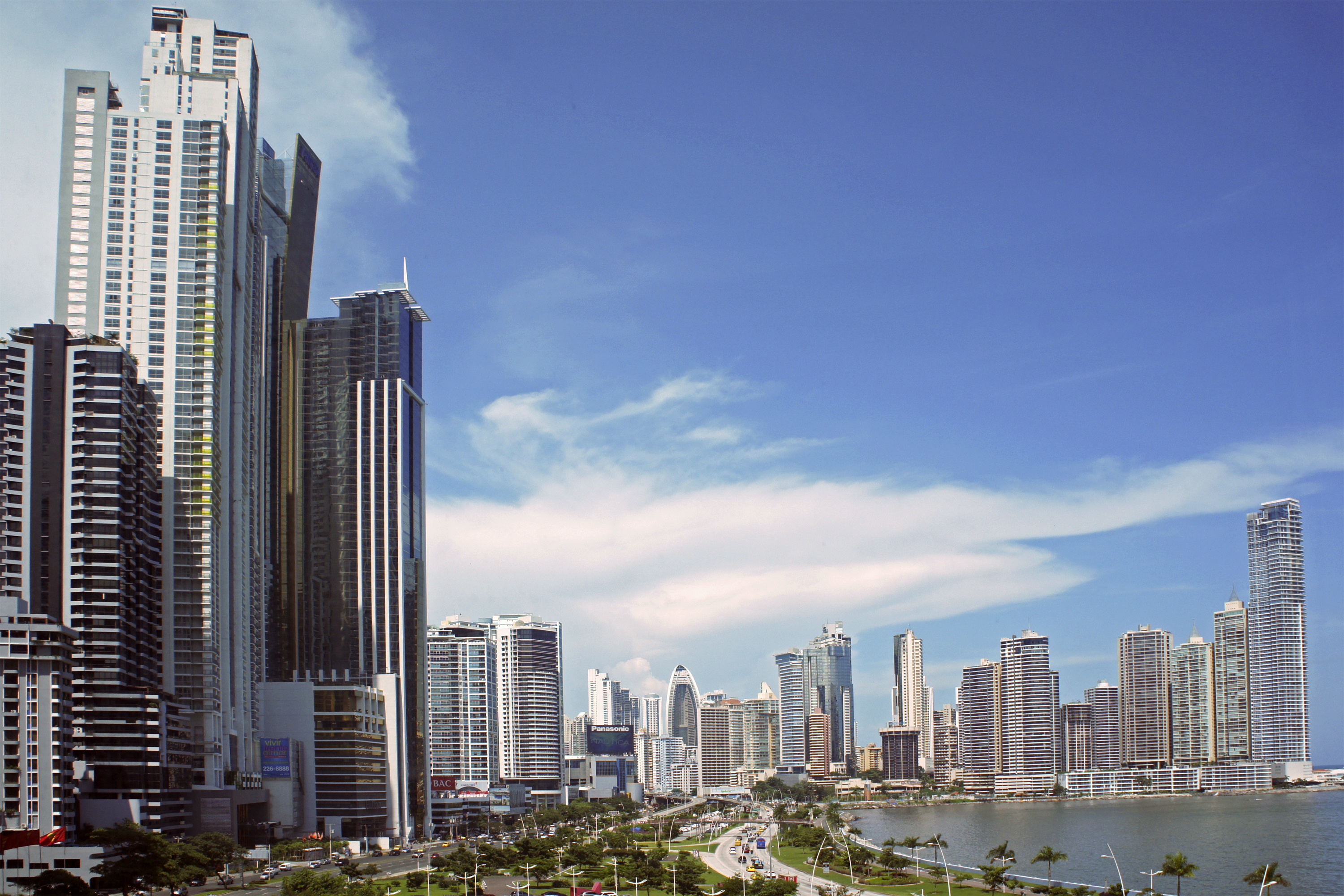
Cidade do Panamá, a segunda maior aglomeração da América Central

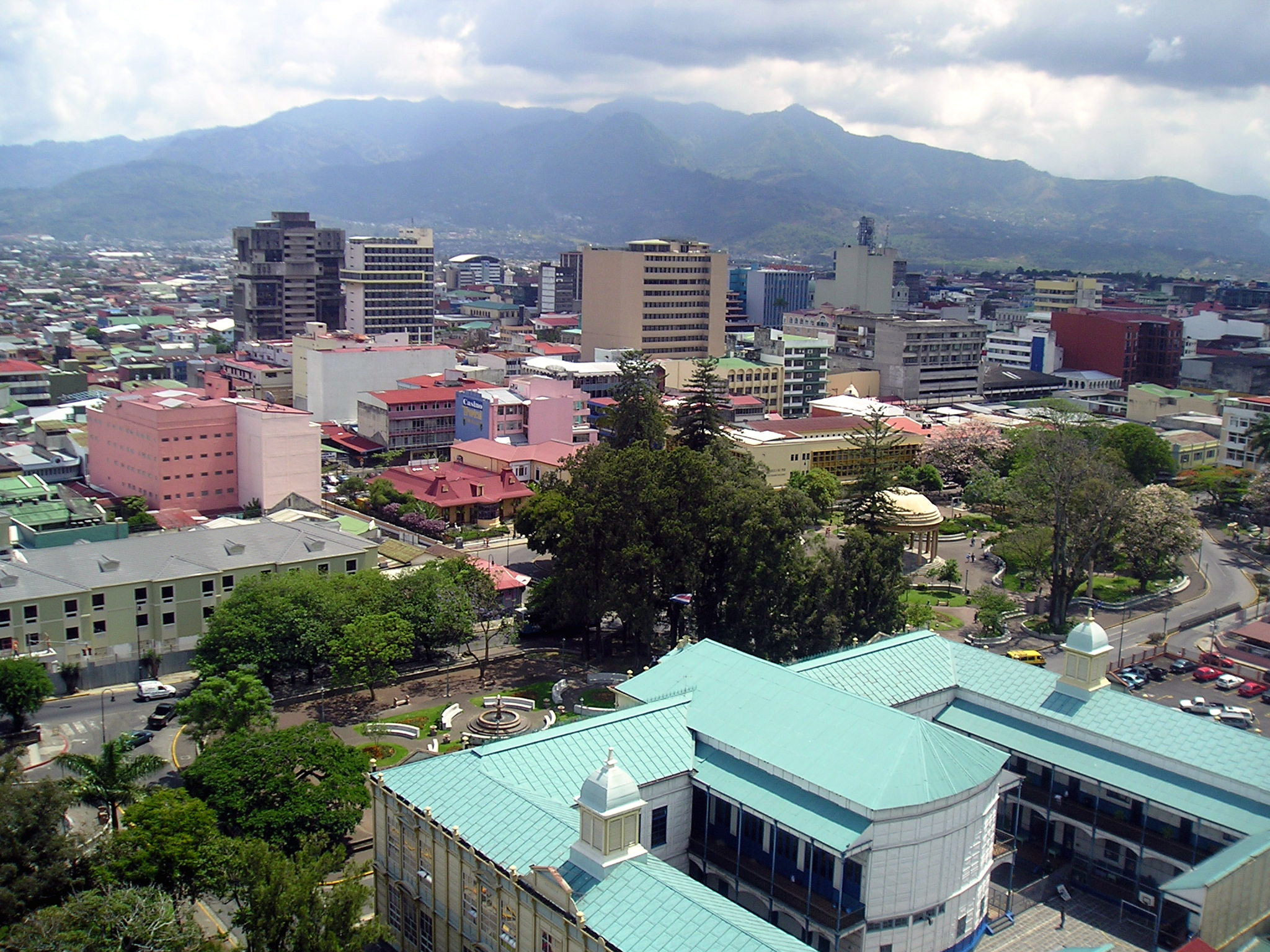
San José, a terceira maior aglomeração da América Central

## Maiores regiões metropolitanas
Esta é a lista de maiores cidades de acordo com a população de sua metrópole ou aglomeração urbana. Os dados da população foram datados no ano de 2022. São exibidas apenas cidades com mais de 300 mil habitantes.
| Pos. | Região Metropolitana | População | País        |
| ---- | -------------------- | --------- | ----------- |
| 1    | Cidade da Guatemala  | 3,036,000 | Guatemala   |
| 2    | Cidade do Panamá     | 1,938,000 | Panamá      |
| 3    | Tegucigalpa          | 1,527,000 | Honduras    |
| 4    | San José             | 1,441,000 | Costa Rica  |
| 5    | San Salvador         | 1,111,000 | El Salvador |
| 6    | Manágua              | 1,083,000 | Nicarágua   |
| 7    | San Pedro Sula       | 956,000   | Honduras    |
| 8    | Alajuela             | 398,000   | Costa Rica  |
| 9    | Heredia              | 348,000   | Costa Rica  |

## Maiores cidades
Esta é a lista das maiores cidades da América Central sem contar a sua região metropolitana, nesta secção só é levado em conta a cidade propriamente dita. A data da população pode variar de acordo com o país na qual a cidade pertence. 
Dentre todos os países da América Central, Belize é o menos populoso e o único que não apresenta cidades com mais de 200 mil habitantes.
| Pos. | Cidade                | População | País        |
| ---- | --------------------- | --------- | ----------- |
| 1    | Cidade da Guatemala   | 1,221,739 | Guatemala   |
| 2    | Tegucigalpa           | 1,190,320 | Honduras    |
| 3    | San Salvador          | 1,116,052 | El Salvador |
| 4    | Manágua               | 1,039,290 | Nicarágua   |
| 5    | San Pedro Sula        | 742,118   | Honduras    |
| 6    | Villa Nueva           | 564,686   | Guatemala   |
| 7    | Mixco                 | 495,079   | Guatemala   |
| 8    | Cidade do Panamá      | 468,843   | Panamá      |
| 9    | San Miguelito         | 355,429   | Panamá      |
| 10   | San José              | 333,980   | Costa Rica  |
| 11   | Soyapango             | 280,435   | El Salvador |
| 12   | Santa Ana             | 269,386   | El Salvador |
| 13   | San Miguel            | 257,621   | El Salvador |
| 14   | Choloma               | 242,973   | Honduras    |
| 15   | San Juan Sacatepéquez | 237,245   | Guatemala   |
| 16   | León                  | 204,985   | Nicarágua   |
| 17   | La Ceiba              | 204,140   | Honduras    |